# Tina Lerner
Tina Lerner, in Cirillico Тина Лернер, (Odessa, 5 giugno 1889 – Firenze (?), 1947), è stata una pianista russa naturalizzata statunitense.

## Biografia
Valentina Osipovna Lerner era la figlia degli scrittori yiddish Osip Michajlovič Lerner e Mariam Rabinovitch. Mostrò di essere una promessa musicale fin dalla tenera età, nella sua città natale, Odessa. Studiò al Conservatorio di Mosca con Leopold Godowski ed iniziò a esibirsi quando era ancora un'adolescente.

## Carriera
Lerner si esibì in Germania e Inghilterra prima di fare un tour in Nord America nel 1908 e nel 1909, esibendosi con orchestre nelle principali città, iniziando a New York con un concerto alla Carnegie Hall.
Tornò ad esibirsi a Londra nel 1912, prima di intraprendere il suo terzo tour americano (1912-1913). "Un pubblico che rappresentava la ricchezza e la cultura di San Francisco andò in estasi di gioia per la sua straordinaria esecuzione del Concerto n. 1 di Čajkovskij", secondo il manager della San Francisco Orchestra, Frank W. Healy. Il suo quinto tour americano iniziò nel 1917. Fece una tournée in Sud America nel 1922.
Nel 1917 fu una delle prime pianiste a tenere un concerto per radiotelefono, quando suonò a bordo di un piroscafo nell'Oceano Pacifico in un concerto che fu trasmesso ad altri piroscafi tra San Francisco ed Honolulu, in occasione del concerto per il compleanno di George Washington.
Le sue esecuzioni di opere di Chopin e Čajkovskij sono state acquisite su rulli di pianoforte. Visse a Syracuse, New York negli anni '20 e tenne corsi di perfezionamento di pianoforte alla Syracuse University. Shavitch e Lerner tennero un concerto insieme all'Hollywood Bowl nel 1927.

## Vita privata
Tina Lerner si sposò due volte, entrambe con musicisti. Sposò Luis Bachner nel 1909 e divorziò da lui nel 1915. Sposò il direttore d'orchestra Vladimir Shavitch nel 1915, pochi giorni dopo la fine ufficiale del suo primo matrimonio. Gli Shavitch ebbero una figlia, Dollina, nata nel 1916.
Rimase vedova quando Vladimir Shavitch morì nel 1947; da allora visse a Firenze, in Italia, con la loro figlia. La tomba di Tina Lerner si trova nel Cimitero Monumentale della Misericordia ad Antella, vicino a Firenze.